# آرتور فرمیرن
آرتور فرمیرن (انگلیسی: Arthur Vermeeren؛ زادهٔ ۷ فوریهٔ ۲۰۰۵) بازیکن فوتبال اهل بلژیک است که در پست هافبک دفاعی برای باشگاه فوتبال رویال آنتورپ در لیگ برتر فوتبال بلژیک بازی می‌کند.
وی همچنین در تیم‌های ملی فوتبال زیر ۱۷ سال بلژیک، زیر ۱۸ سال بلژیک و زیر ۱۹ سال بلژیک بازی کرده‌است.